# マルリーの庭で編み物をするリディア
『マルリーの庭で編み物をするリディア』（マルリーのにわであみものをするリディア、英語: Lydia Crocheting in the Garden at Marly）は、アメリカ合衆国生まれのメアリー・カサット(1844-1926)が、描いた油絵である。1881年の第6回印象派展に出展され、現在は、アメリカのメトロポリタン美術館に収蔵されている。

## 概要
1880年の夏にメアリー・カサットは姉のリディア（Lydia Cassatt: 1837-1882）とパリの西15㎞のマルリー＝ル＝ロワに滞在していた。姉のリディアは腎臓病（ブライト病）を病んでいた。1882年に亡くなるまで、病気のため旅をすることができなくなったリディアをカサットはしばしば描いている 。カサットは屋外で描くことを好んでいなかったが、この作品は外光のなかで描かれた。
この作品は、1881年にパリで開催された第6回印象派展で、他の11点のカサットの作品とともに展示された。1893年に美術商のポール・デュラン＝リュエルのカタログに記載されていたが、翌年までに、フィラデルフィアの収集家ピーター・アレル・ブラウン・ワイドナーがこの作品を入手した。後に、カサットの兄のアレクサンダー・カサット（Alexander Cassatt: 1839–1906）がこの絵を所有となり、1965年にガードナー・カサット夫人がこの絵をメトロポリタン美術館に寄贈した。

## この時期のメアリー・カサットが描いたリディアの肖像画

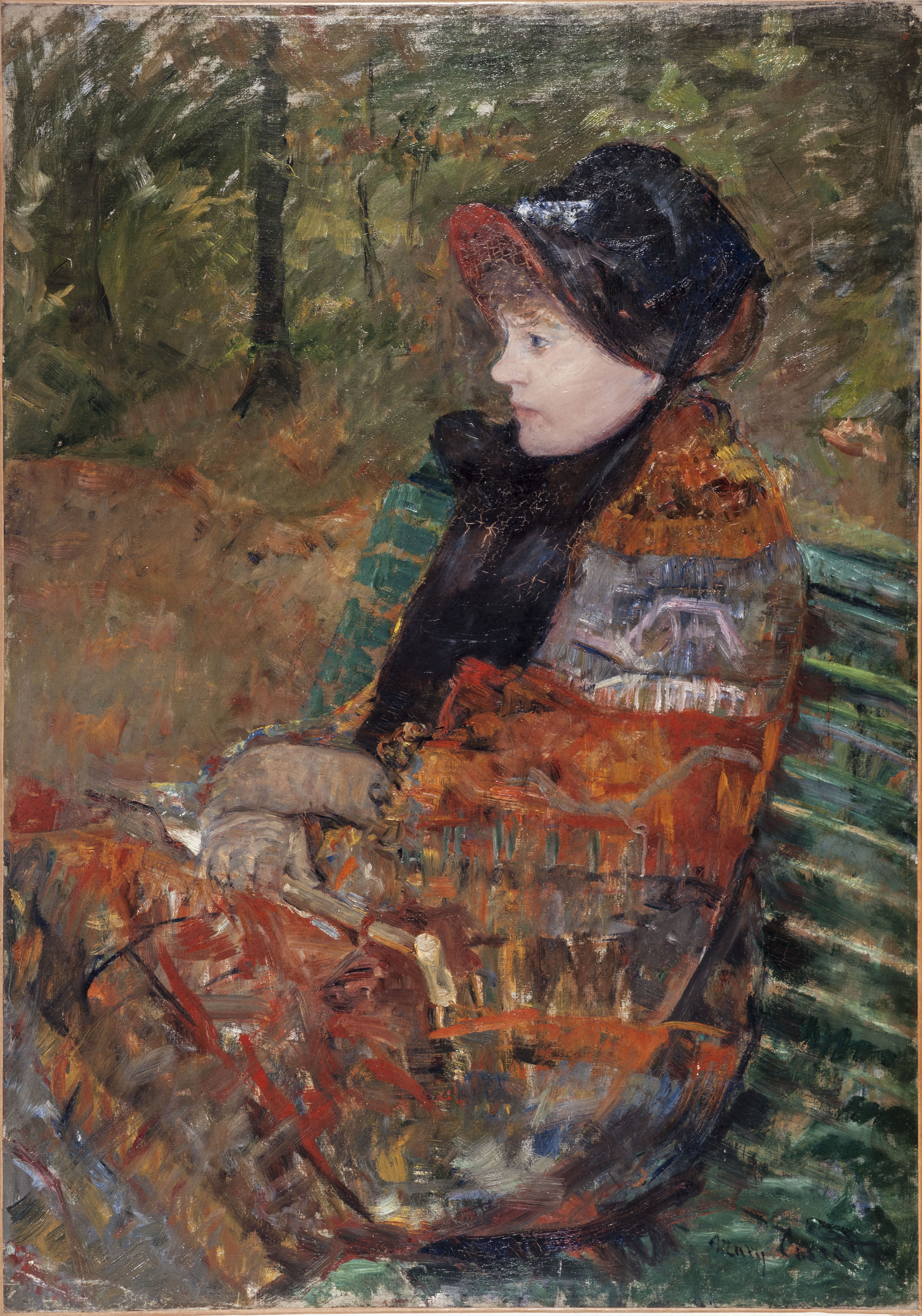
「秋-リディア・カサットの肖像画」(1880) Musée des Beaux-Arts de la ville de Paris
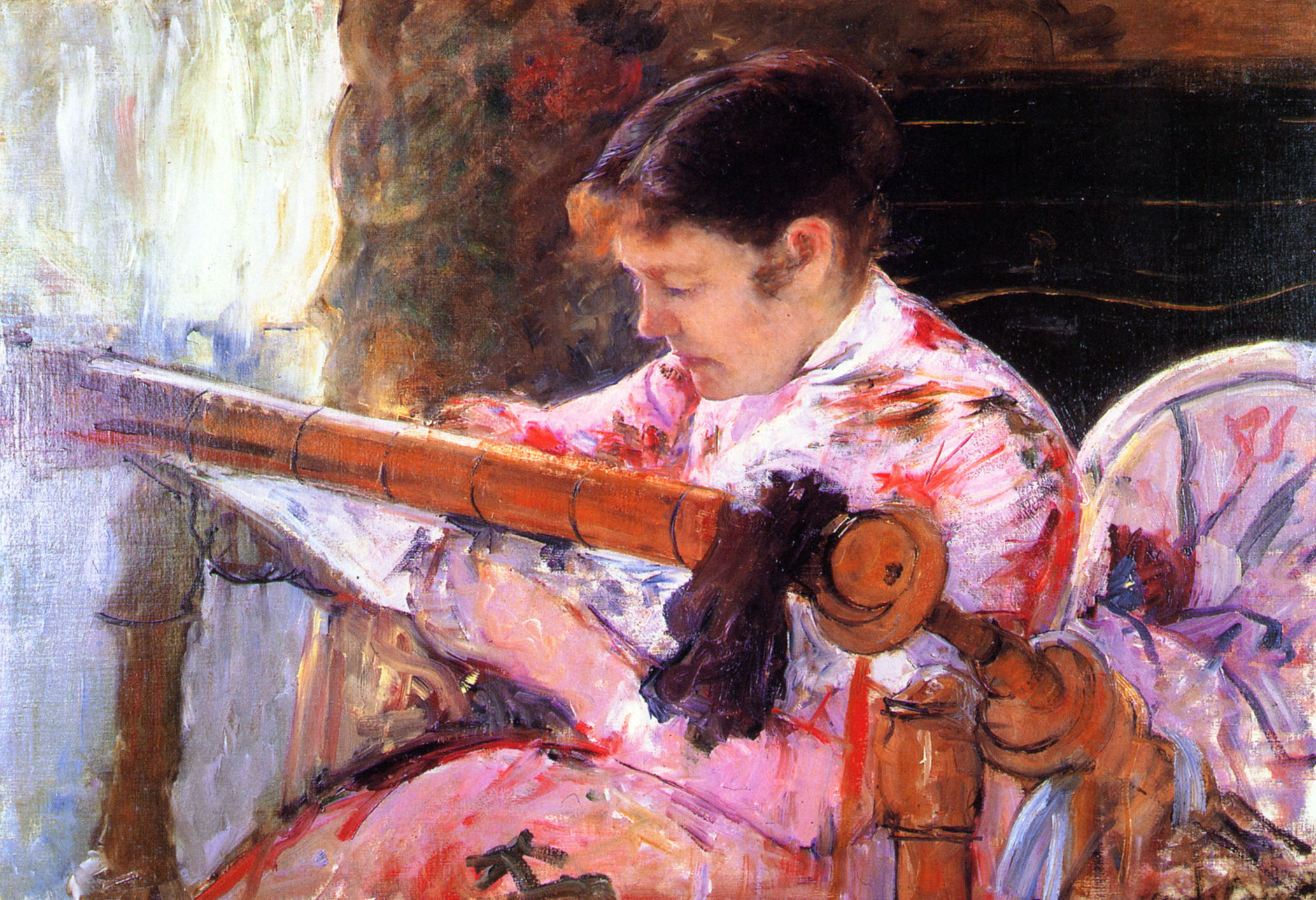
タペストリーを織るリディア(c.1881)
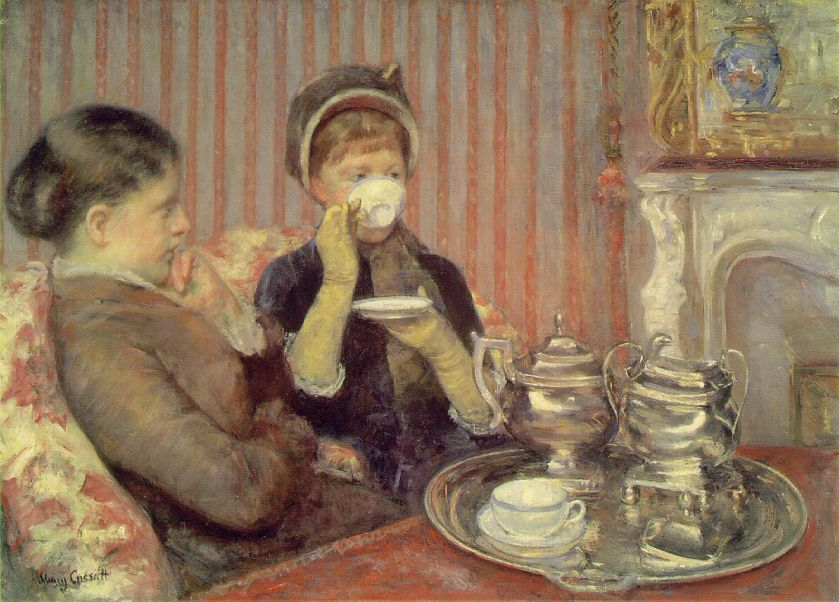
「紅茶」(c.1880) ボストン美術館